# Rosa camuna

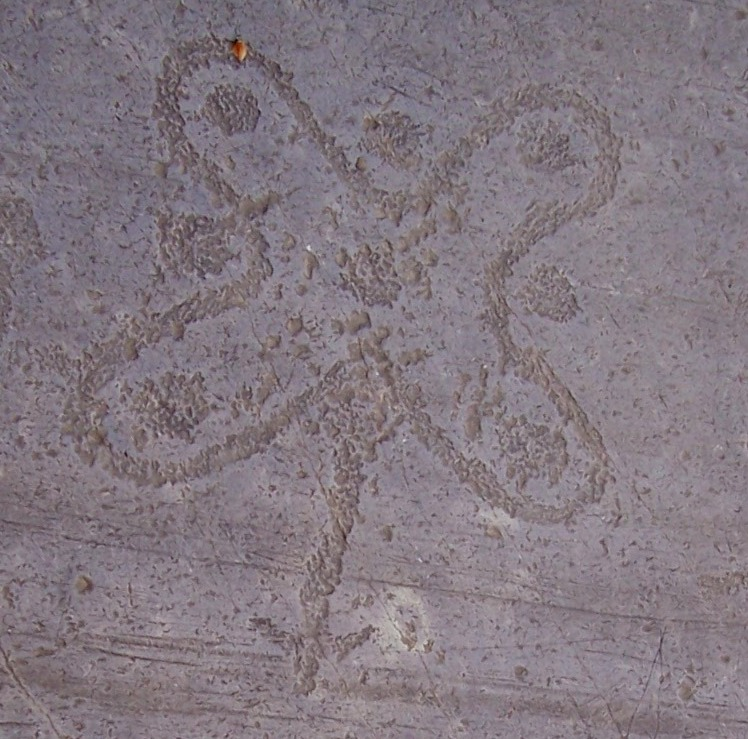
Una rosa camuna a Foppe di Nadro

La rosa camuna è una delle più famose incisioni su roccia della Val Camonica.
Risale alla civiltà dei Camuni, la popolazione che visse nella valle durante l'età del Ferro (periodo tra il II e il I millennio a.C.).
È formata da una linea che si sviluppa come una girandola o croce ansata a quattro bracci, inserita tra 9 pallini o coppelle allineati con angoli di 90°.

## Storia
Questo simbolo è stato ritrovato 92 volte tra le 300.000 incisioni rupestri della Valcamonica (primo sito italiano tutelato dall'UNESCO, dal 1979, come patrimonio dell'umanità); è stata raffigurata principalmente in tre modi differenti, anche perché ha avuto una evoluzione nel tempo.
La rosa camuna è spesso associata a guerrieri che sembrano danzare attorno a essa e a difenderla dall'aggressione di nemici armati ma il suo significato è tuttora fonte di dibattito tra gli studiosi. Simboli analoghi sono stati ritrovati in Mesopotamia e hanno portato gli studiosi a pensare che tale simbolo sia stato diffuso da questa terra, attraverso il contatto tra popolazioni, fino ad arrivare in Valle Camonica. Ritrovamenti di simili figure incise sono avvenuti anche in Portogallo, Svezia e Gran Bretagna (famosa in particolare la Swastika Stone di Ilkley Moore nello Yorkshire, Inghilterra) e fanno pensare a un simbolo usato dai guerrieri preistorici.

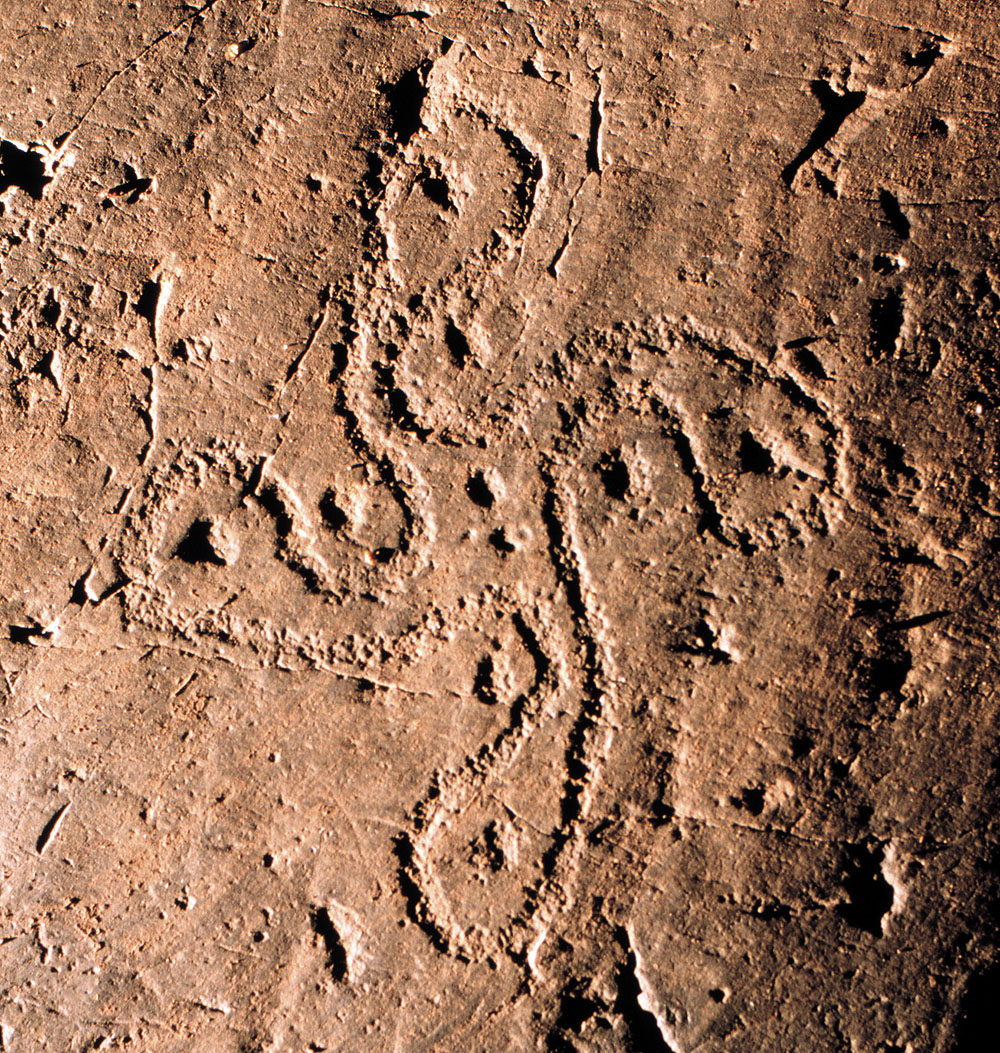
Una rosa camuna a svastica sulla roccia 57 di Vite, Paspardo

In Val Camonica questo motivo risale all'età del Ferro, in particolare dal VII al I secolo a.C. C'è una sola figura di Rosa Camuna che può essere datata dubitativamente alla fine dell'età del Bronzo, cioè all'inizio del I millennio a.C. Le figure di Rosa Camuna sono situate per la maggior parte lungo la Media Valle Camonica (Capo di Ponte, Foppe di Nadro, Sellero, Ceto e Paspardo); se ne trovano anche nella Bassa Valle (Darfo Boario Terme, Esine).
Il motivo della rosa camuna è stato studiato a fondo da Paola Farina, che ha compilato un corpus di tutte le figure conosciute in Val Camonica: sono state contate nel suo studio 84 "rose" – 92 con le scoperte successive – incise su 27 rocce, classificabili in tre tipi principali:
- a svastica: 9 punti, di cui uno centrale, si distribuiscono alternativamente dentro e fuori dai quattro bracci della "rosa", piegati a 90°; ci sono 16 “rose” di questo tipo;
- a svastica asimmetrica: i 9 punti sono disposti come nel tipo precedente, ma il contorno è differente, in quanto solo due bracci sono piegati a 90°, mentre gli altri due sono uniti; si contano 12 “rose” di questo tipo;
- quadrilobata: i 9 punti sono allineati in 3 colonne e 3 righe; il contorno si sviluppa in quattro bracci ortogonali e simmetrici, ognuno dei quali include un punto; è il tipo più diffuso – è quello scelto dalla Regione Lombardia come suo simbolo –, se ne contano 56 esemplari.

Per quanto riguarda l'interpretazione, che non è facile per un segno che appartiene a una cultura passata e ormai perduta, si suggerisce che la "Rosa Camuna" avesse in origine un significato legato al sole, sviluppatosi poi in un simbolo più ampio di portafortuna.

### Il simbolo della Regione Lombardia
Su proposta dell'allora assessore alla cultura della Regione, Alessandro Fontana, la stilizzazione della rosa camuna, realizzata da Pino Tovaglia, Bob Noorda, Roberto Sambonet e Bruno Munari nel 1975, è diventata il simbolo della Lombardia che ne è depositaria del marchio e ne regola l'utilizzo.
La stessa Regione nel 1996 ha istituito un premio annuale nominato "Rosa Camuna" e dedicato alle donne che, con il loro contributo di eccellenza, rappresentano l'importanza decisiva della presenza femminile nella vita sociale, economica e culturale della regione.

Simbolo della Regione Lombardia
Trasposizione geometrica